# Anchoa cubana
Anchoa cubana är en fiskart som först beskrevs av Poey, 1868.  Anchoa cubana ingår i släktet Anchoa och familjen Engraulidae. Inga underarter finns listade i Catalogue of Life.
Arten förekommer i västra Atlanten, Mexikanska golfen och Karibiska havet. Utbredningsområdet sträcker sig från North Carolina till regionen kring Rio de Janeiro. Anchoa cubana vistas i regioner till 60 meter under havsytan. De flesta fiskstim hittas däremot tät under havsytan. Ibland besöks vikar med bräckt vatten.
Individerna blir upp till 10 cm långa. Födan utgörs av smådjur (zooplankton).
Anchoa cubana är inte sällsynt och för beståndet är inga hot kända. IUCN listar arten som livskraftig (LC).